# 洛泽河
洛泽河，是中国长江流域的一条河流，汇入横江，属于金沙江水系。河长156千米，流域面积4268平方千米，年均流量84立方米每秒。自然落差1509米。